# 肩甲舌骨筋
肩甲舌骨筋（けんこうぜっこつきん、omohyoid muscle）は頚部の筋肉のうち、肩甲骨と舌骨の間を中間腱を鋏みながら上腹・下腹に分かれ、下側に弓なりになっている筋肉である。舌骨を後下方に引く作用を持つ。
肩甲舌骨筋の起始は、下腹に於いて肩甲骨上縁と上肩甲横靱帯から起こり中間腱に至り、後腹に於いて中間腱から起こり舌骨の体下縁部外側に停止する。